# KiZmom

이전에 사용한 로고(니켈로디언 시절, 2005. 11. 1.~2022. 6. 30.)

KiZmom(키즈맘)은 미디어넷 플러스가 운영한 대한민국의 어린이 텔레비전 채널이었다. 2005년 11월 1일 니켈로디언의 한국어판 채널로 개국되었고, 파라마운트 인터내셔널 네트웍스의 텔레비전 사업 철수로 2022년 7월 1일에 키즈맘으로 개편되었다. 그러나 2023년 3월 29일에 개편된 지 1년도 채 되지 않은 채 폐국되었으며, 그 자리에는 SBS 골프의 KPGA 투어 위주의 자매 골프 채널인 SBS 골프 2가 개국했다.

## 프로그램
- 오마이비키
- 꾹tv
- 에그박사
- 쥬라기캅스
- 빠샤메카드
- 공룡메카드
- 엉덩이 탐정
- 헬로 카봇
- 또봇 V
- 베이블레이드 버스트
- 메카드볼
- 닌자고
- 몽키 키드
- 브레드 이발소
- 미라큘러스: 레이디버그와 블랙캣
- 레고 시티 어드벤처
- 슈퍼텐 시간탐험대
- 티티 체리
- 마음의소리
- 브레드와 윌크의 세계여행
- 하이도라
- 강철 수염과 게으른 동네
- 꾸러기 상상여행
- 짱이와 깨모
- 깨모의 모험
- 뽀롱뽀롱 뽀로로
- 내친구 드래곤
- 꾸루꾸루와 친구들
- 로봇 발명왕 러스티
- 아기상어 올리와 윌리엄
- 라바 인 뉴욕
- 라바 아일랜드
- 카드왕 믹스마스터
- 크리스탈요정 지스쿼드
- 캐치! 티니핑
- 변신자동차 또봇
- 못말리는 3공주
- 개구쟁이 스머프

### 니켈로디언
- 네모바지 스폰지밥
- 티미의 못말리는 수호천사
- 대니 팬텀
- 마다가스카의 펭귄
- 팬보이 & 첨첨
- 비밀요원 터프퍼피
- 쿵푸 팬더: 전설의 마스터
- 링컨의 집에서 살아남기
- 아바타: 아앙의 전설
- 천재소년 지미 뉴트론
- 스폰지밥의 코랄캠프
- 퍼피 구조대
- 아이칼리
- 고 디에고 고
- 블루스 클루스
- 미스 스파이더와 개구쟁이들
- 수학특공대 우미주미
- 니하오 카이란
- 출동! 원더펫

### 특집 프로그램 제작 및 외주제작
- ME:TV
- ME:TV : 댄스 배틀
- 닉 키즈 초이스 어워드